# Quercus gomeziana
Quercus gomeziana — вид рослин з родини Букові (Fagaceae); поширений у Бангладеш і В'єтнамі.

## Опис
Дерево 18–24 м заввишки. Молоді гілочки без волосся. Листки 10–15 × 2.5–5 см, шкірясті, еліптично ланцетні, скупчені на кінці гілочок; верхівка загострена скісна; основа клиноподібна; обидві сторони блискучі, голі, блідіша знизу; край цілий з кількома короткими зубцями біля верхівки; ніжка листка 1–1.5 см завдовжки. Жолудь заввишки 1.2–1.5 см, діаметром 2 см, основа урізана; ніжка коротка, товста; чашечка жолудя вкриває горіх на 3/4, діаметром 3–4 см, сплющена, з 4–7 кільцями; дозріває 2 роки.

## Середовище проживання
Поширення: Бангладеш, В'єтнам; можливо також Юньнані й М'янмі.
Зростає в сухих і вологих тропічних лісах.